# Condition physique

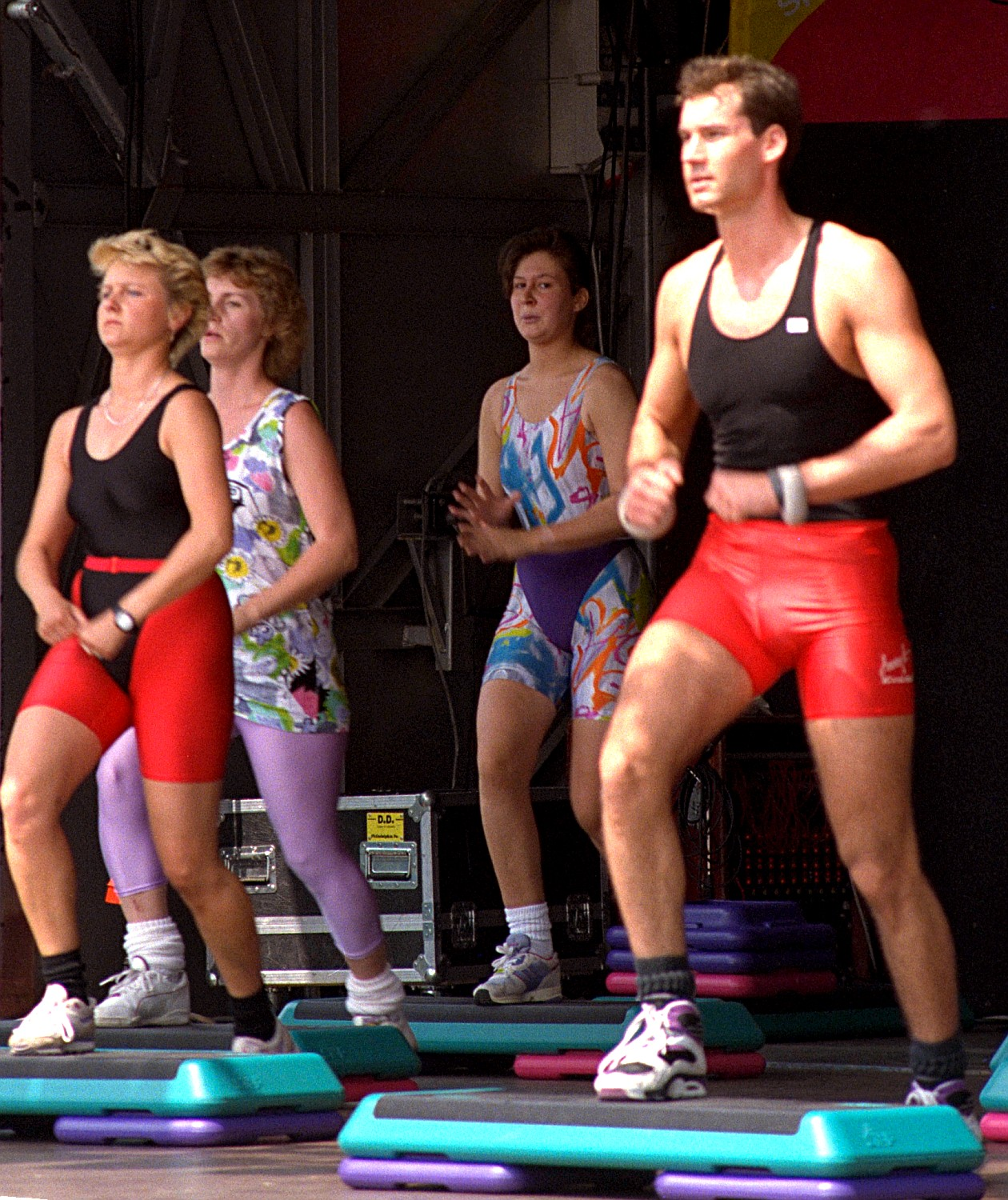
Une démonstration publique d'exercices d'aérobic.

La condition physique est une combinaison des facteurs physique, technique, tactique, stratégique et mental de la performance sportive.

C'est un niveau de qualités physiques qui permet une activité physique ou un sport dans les meilleures conditions possibles.